# Bulharsko na Zimních olympijských hrách 1998
Bulharsko na Zimních olympijských hrách v roce 1998 reprezentovala výprava 19 sportovců (8 mužů a 11 žen) v 6 sportech.

## Medailisté
| Medaile | Jméno              | Sport   | Soutěž                         |
| ------- | ------------------ | ------- | ------------------------------ |
| Zlato   | Ekaterina Dafovská | Biatlon | Ženy závod jednotlivců (15 km) |